# Europa Cup (mannenhandbal) 1980/81
De European Champions Cup 1980/81 was de eenentwintigste editie van de hoogste handbalcompetitie voor clubs in Europa.

## Deelnemers
| Eerste ronde           | Eerste ronde          | Eerste ronde       | Eerste ronde        |
| ---------------------- | --------------------- | ------------------ | ------------------- |
| SC Magdeburg           | VfL Gummersbach       | ASKO Linz          | Sporting Neerpelt   |
| KFUM Aarhus            | Stella Sports St.Maur | Kristiansands IF   | Steaua București    |
| Lugi HF                | BSV Berne             | Hutnik Kraków      | RD Slovan           |
| NCR/Blauw-Wit Neerbeek | HB Dudelange          | HC Brentwood       | VIF Vestmanna       |
| Banyasz Tatabanya      | Beşiktaş JK           | Sporting Portugal  | BK-46               |
| Volani Rovereto        | CSKA Moskou           | VIF Dimitrov Sofia | Maccabi Petah Tikva |
| Tweede ronde           |                       |                    |                     |
| Dukla Praag            | Vikingur Reykjavik    | TV Großwallstadt   | FC Barcelona        |

## Voorronde

### Eerste ronde
| Team 1            | Score   | Team 2                 | 1       | 2       |
| ----------------- | ------- | ---------------------- | ------- | ------- |
| SC Magdeburg      | 65 – 49 | ASKO Linz              | 35 – 28 | 30 – 21 |
| VfL Gummersbach   | 42 – 29 | NCR/Blauw-Wit Neerbeek | 25 – 13 | 17 – 16 |
| HB Dudelange      | ?       | Sporting Neerpelt      | 26 – 24 | ?       |
| Kristiansands IF  | ?       | Lugi HF                | ?       | 17 – 24 |
| VIF Vestmanna     | ?       | HC Brentwood           | ?       | ?       |
| Banyasz Tatabanya | 90 – 44 | Beşiktaş JK            | 49 – 16 | 41 – 28 |
| BSV Berne         | 46 – 33 | Sporting Portugal      | 26 – 12 | 20 – 21 |
| Volani Rovereto   | ?       | Stella Sports St.Maur  | ?       | ?       |
| Hutnik Kraków     | 48 – 52 | CSKA Moskou            | 26 – 26 | 22 – 26 |
| BK-46             | 30 – 62 | KFUM Aarhus            | 18 – 25 | 12 – 37 |
| RD Slovan         | 48 – 36 | VIF Dimitrov Sofia     | 30 – 16 | 18 – 20 |
| Steaua București  | 62 – 27 | Maccabi Petah Tikva    | 34 – 17 | 28 – 10 |

### Tweede ronde
| Team 1                | Score   | Team 2            | 1       | 2       |
| --------------------- | ------- | ----------------- | ------- | ------- |
| SC Magdeburg          | 35 – 28 | VfL Gummersbach   | 19 – 12 | 16 – 16 |
| Dukla Praag           | 49 – 30 | Sporting Neerpelt | 29 – 16 | 20 – 14 |
| Lugi HF               | 69 – 40 | VIF Vestmanna     | 30 – 19 | 39 – 21 |
| Vikingur Reykjavik    | 43 – 43 | Banyasz Tatabanya | 21 – 20 | 22 – 23 |
| TV Großwallstadt      | 43 – 30 | BSV Berne         | 22 – 09 | 21 – 21 |
| Stella Sports St.Maur | 30 – 62 | CSKA Moskou       | 18 – 25 | 12 – 37 |
| FC Barcelona          | 44 – 34 | KFUM Aarhus       | 26 – 16 | 18 – 18 |
| Steaua București      | 39 – 40 | RD Slovan         | 20 – 18 | 19 – 22 |

## Hoofdronde

### Kwartfinale
| Team 1             | Score   | Team 2           | 1       | 2       |
| ------------------ | ------- | ---------------- | ------- | ------- |
| SC Magdeburg       | 42 – 37 | Dukla Praag      | 19 – 17 | 23 – 20 |
| Vikingur Reykjavik | 33 – 34 | Lugi HF          | 16 – 17 | 17 – 17 |
| CSKA Moskou        | 45 – 35 | TV Großwallstadt | 21 – 15 | 24 – 20 |
| FC Barcelona       | 38 – 52 | RD Slovan        | 20 – 21 | 18 – 31 |

### Halve finale
| Team 1       | Score   | Team 2    | 1       | 2       |
| ------------ | ------- | --------- | ------- | ------- |
| SC Magdeburg | 46 – 38 | Lugi HF   | 20 – 18 | 26 – 20 |
| CSKA Moskou  | 47 – 50 | RD Slovan | 25 – 21 | 22 – 29 |

### Finale
| Datum         | Team 1       | Score   | Team 2       | Locatie                             |
| ------------- | ------------ | ------- | ------------ | ----------------------------------- |
| 19 april 1981 | RD Slovan    | 25 – 23 | SC Magdeburg | Kodeljevo Hall, Ljubljana           |
| 26 april 1981 | SC Magdeburg | 29 – 18 | RD Slovan    | Hermann-Gieseler-Halle, Maagdenburg |
| Totaal        |              |         |              |                                     |
| SC Magdeburg  | SC Magdeburg | 52 – 43 | RD Slovan    | RD Slovan                           |

|                        |
|                        |
| SC Magdeburg 2de titel |